# Servílio
Servílio, właśc. José Lucas (ur. 25 września 1929) – piłkarz brazylijski, występujący podczas kariery na pozycji środkowego obrońcy.

## Kariera klubowa
Piłkarską karierę rozpoczął w AA Ponte Preta w 1950 roku. W latach 1953–1957 występował we CR Flamengo. Z Flamengo trzykrotnie zdobył mistrzostwo stanu Rio de Janeiro – Campeonato Carioca w 1953, 1954 i 1955 roku. W barwach Flamengo rozegrał 107 spotkań i strzelił 2 bramki.
W latach 1957–1958 Servílio występował w Botafogo FR. Z Botafogo zdobył mistrzostwo stanu Rio de Janeiro – Campeonato Carioca w 1957 roku. W 1959 roku występował w i Santa Cruz Recife. Z Santa Cruz zdobył mistrzostwo stanu Pernambuco – Campeonato Pernambucano w 1959 roku.

## Kariera reprezentacyjna
W reprezentacji Brazylii Servílio zadebiutował 27 grudnia 1959 w wygranym 2–1 towarzyskim meczu z reprezentacją Ekwadoru. Był to jedyny występ Servílio w reprezentacji. Kilka dni wcześniej był w kadrze Brazylii na drugi turniej Copa América 1959 w Ekwadorze, na którym Brazylia zajęła trzecie miejsce.